# گوش‌دریایی شمشیر چوبی
گوش‌دریایی شمشیر چوبی (نام علمی: Pinna rudis)، یا پوسته‌قلم زِبر یا صدف خاردار، گونه‌ای از نرم‌تنان دوکفه‌ای در خانواده صدف‌های قلمی است. این گونه از جنس گوش‌دریایی است. دانش در این مورد با فقدان مطالعات و متون خاص، اندک است.

## شرح

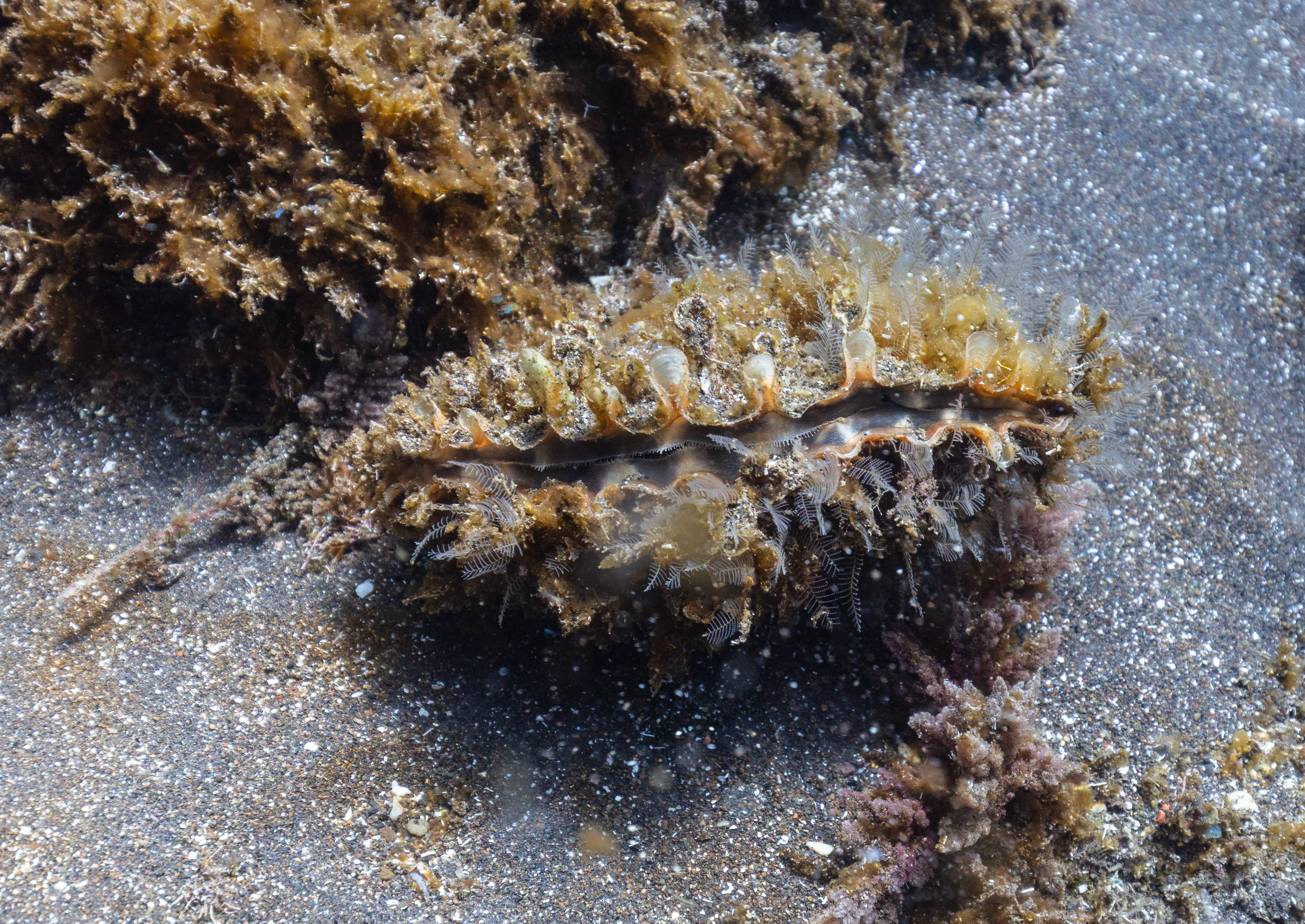
نمونه زنده در مادیرا، پرتغال

گوش‌دریایی شمشیرچوبی دارای پوسته‌ای به طول ۳۰–۲۵ سانتی‌متر می‌باشد. دارای یک جفت دریچه بسیار شکننده، بلند و مثلثی شکل است که با فلس‌های بزرگ و بیرون‌زده پوشیده شده و در ردیف‌های کاملاً منظم قرار گرفته‌اند. این فلس‌ها در نزدیکی دهانه پوسته برجسته‌تر هستند. نیم دوجین دنده پایین از انتهای نوک تیز تابش می‌کنند و طول دریچه‌ها را طی می‌کنند. دریچه‌های گفته شده تقریباً متقارن، بدون دندان و در انتهای آنها شفاف هستند. رنگ آنها معمولاً قهوه‌ای مایل به قرمز است.
صدف خاردار با انتهای جلویی تیز پوسته خود به صورت عمودی متصل به صخره یا رسوبات سفت و محکم توسط نخ‌های بیسوس زندگی می‌کند. لبه عقب پوسته گرد و آزاد است.
گوش‌دریایی شمشیرچوبی ممکن است با نوجوانان گوش‌دریایی نجیب اشتباه گرفته شود، اما مورد اول پوسته‌ای مثلثی و قوی‌تر با فلس‌های بیرون زده کمتر و بزرگتر را نشان می‌دهد. علاوه بر این، در «Pinna rudis» رنگ بیشتر قهوه‌ای یا صورتی نارنجی است، در حالی که در نوجوانان «Pinna nobilis» یکدست زرد رنگ است. در نهایت، بزرگسالان «P. nobilis» به راحتی از اندازه «P. rudis» فراتر رفته و برآمدگی‌های سطح پوسته را به‌طور کامل از دست می‌دهند. همچنین زیستگاه‌های این دو گونه متفاوت است، زیرا «P. nobilis» را می‌توان در ته گل‌آلود یا ماسه‌ای یافت در حالی که «P. rudis» ترجیح می‌دهد در شکاف سنگ‌ها رشد کند.

## توزیع

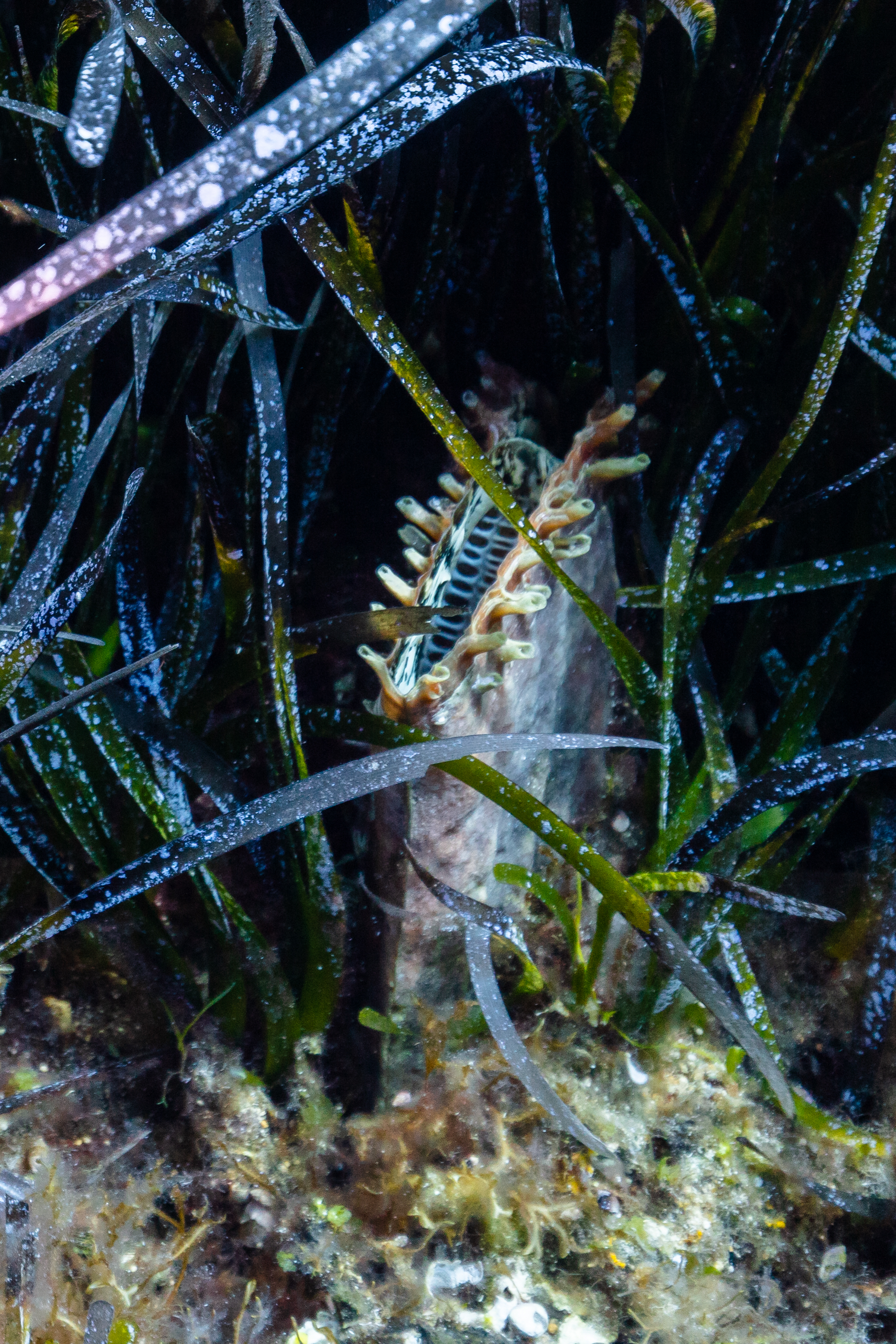
نمونه پنهان در جزیره غودش

این گونه در شرق اقیانوس اطلس (آزور، سنت هلنا، مراکش) در دریای مدیترانه (تنگه جبل‌الطارق، آلمریا، لیپاری، سیسیل، دریای تیرن، دریای یونی) در دریای سیاه و آب‌های کارائیب، اعم از مختلف یافت می‌شود. از خلیج مکزیک و فلوریدای جنوبی تا هند غربی و باهاما.

## زیستگاه
این گونه در تکه‌های کوچک ماسه در کف صخره‌ای و در شکاف سنگ‌ها در اعماق سطح تا ۶۰ متر زندگی می‌کند.

## زیست‌شناسی
تقریباً مانند سایر دوکفه‌های دیگر، این گونه پالیده‌خوار است. آب از بالا به داخل پوسته کشیده می‌شود و از روی «Ctenidiumc» عبور می‌کند و سپس در قسمت باز پوسته به آب باز منتقل می‌شود. نرماده است و غدد جنسی هم اسپرم و هم تخمک تولید می‌کنند. لاروها پلانکتونیکی هستند و با جریان‌ها رانش می‌کنند.